# 브리지론
브리지론(bridge loan)은 단기 대출의 한 유형으로, 일반적으로 더 크거나 더 긴 기간의 자금 조달을 준비하기 위해 2주에서 3년 동안 이루어진다. 영국에서는 일반적으로 브리징론(bridgingn loan)이라고 하며,  일부 응용 부문에서는 스윙론(swing loan)이라고도 한다. 남아프리카 공화국에서는 브리징 파이낸스(bridging finance)라는 용어가 더 일반적이다.
브리지론은 영구 자금 조달이나 다음 단계의 자금 조달을 받을 때까지 개인이나 기업을 위한 중간 자금 조달이다. 새로운 자금 조달에서 나온 돈은 일반적으로 브리지론을 "인출"(즉, 상환)하는 데 사용되며, 다른 자본화 요구 사항도 충족한다.
브리지론은 일반적으로 추가 위험을 보상하기 위해 기존 자금 조달보다 비싸다. 브리지론은 일반적으로 더 높은 이자율, 포인트, 더 짧은 기간 동안 상각되는 비용, 다양한 기타 수수료 및 "스위트너"(예: 일부 대출에서 대출 기관의 자본 참여)가 있다. 대출 기관은 또한 교차 담보와 더 낮은 담보 인정 비율을 요구할 수 있다. 반면에 이러한 절차는 상대적으로 문서화가 거의 없이 신속하게 처리되는 것이 일반적이다.